# Кахун, Мэри Одиль
Мэри Одиль Кахун (англ. Mary Odile Cahoon, 21 июля 1929, Хоутон, Мичиган — 2 октября 2011, Дулут, Миннесота) — американская монахиня-бенедиктинка, одна из первых женщин, проводивших исследования в Антарктиде.
В 1974 году Мэри Одиль Кахун и Мэри Элис Маквинни стали первыми женщинами-учёными, которые провели зиму на главной американской базе в Антарктиде, станции Мак-Мердо, вместе со 128 мужчинами, хотя первая женщина, побывавшая там зимой, была в 1947 году, а другие страны уже отправляли женщин в Антарктиду за несколько лет до этого.

## Биография
Мэри Одиль Кахун родилась в Хоутоне, штат Мичиган, 21 июля 1929 года в семье Уильяма Кахуна и Рут Смозерс. В средней школе Хоутона она была названа лучшей выпускницей 1947 года.
Она выросла в Верхнем Мичигане и училась в частном колледже при колледже Святой Схоластики в Дулуте. Она получила степень магистра в Университете Де Поля в Чикаго, где работала с Маквинни. Кахун получила докторскую степень по биологии в Университете Торонто в Канаде (1961), сосредоточив свои исследования на клеточной физиологии, биохимии и цитологии.
Она вернулась в Колледж Святой Схоластики, чтобы преподавать, а летом Кахун продолжала заниматься биологической работой в Университете Де Поля и в Аргоннской национальной лаборатории. Маквинни пригласила её войти в состав исследовательской группы из пяти человек, изучающей адаптацию к холоду у беспозвоночных и рыб. Они назвали свой исследовательский проект «Метаболические исследования устойчивости к холоду беспозвоночных и рыб в водах Антарктики». После этой поездки Кахун попросили рассказать о своём опыте на публичных мероприятиях, хотя она так и не вернулась в Антарктиду.
В колледже Святой Схоластики Кахун занимала должность заведующего кафедрой, академического декана, старшего вице-президента и попечителя. Она также начала программу обучения за рубежом в Ирландии. Помимо работы в колледже, Кахун более 13 лет была казначеем монашеской бенедиктинской общины.
Она скоропостижно скончалась в Дулуте, в монастыре Святой Схоластики, в возрасте 82 лет 2 октября 2011 года.